# Judefrimureri

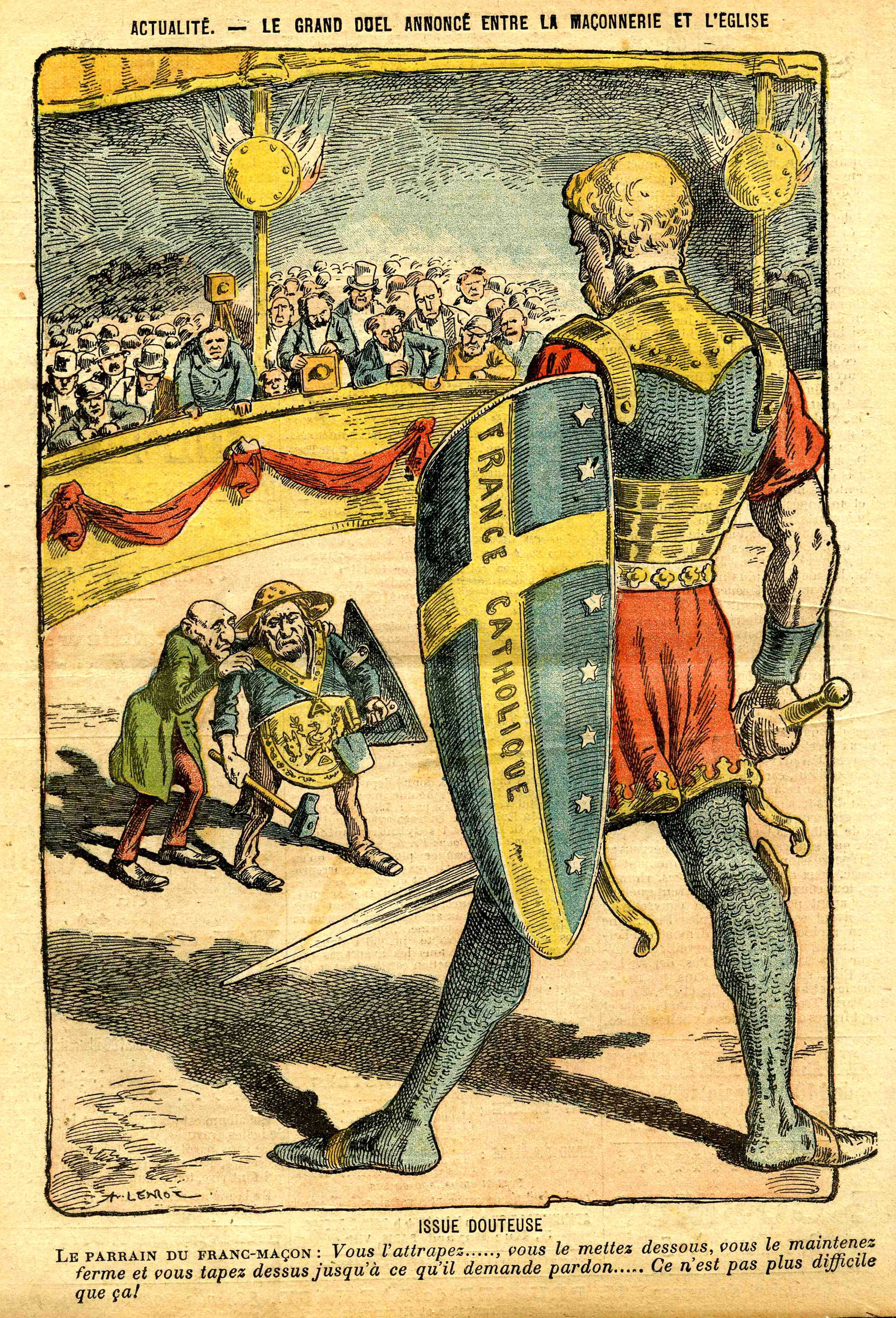
(Achilles Lemot för Pilgrim, 12 oktober 1902).

Judefrimureri är en term som har uppträtt i Frankrike och Tyskland sedan andra hälften av 1800-talet.  Anhängarna till jude-frimureri-konspirationsteorin förutsätter att judar och frimurare är inblandade i en global konspiration för att bryta ner det befintliga samhället ekonomiskt, socialt, politiskt och religiöst. 